# Juventae Chasma
Juventae Chasma ist ein großer Canyon auf dem Mars, der sich zum Norden hin öffnet und zum Ausflusskanal Maja Valles wird.
Der Canyon liegt nördlich des Vallis Marineris im Coprates-Gradfeld und schneidet etwas mehr als 5 km in die Fläche des Lunae Planum ein. Der Boden ist teilweise mit Sanddünen bedeckt. Innerhalb des Canyons befindet sich ein 2,5 km hoher Berg mit einer Länge vom 59 km und einer Breite von 23 km; durch Mars Express wurde festgestellt, dass er aus verschiedenen Sulfaten zusammengesetzt ist. Der MRO entdeckte weitere Sulfate und oxidiertes Eisen. Es gibt im Canyon vier weitere helle Hügel (auch light-toned interior layered deposits (LLD’s) genannt). Forscher haben herausgefunden, dass monohydrierte Sulfate auf dem Grund des Canyons liegen, darauf legten sich dann später polyhydrierte Sulfate ab; des Weiteren wurde auch Kieserit gefunden.